# باروخ زكي مزراحي
باروخ زكي مزراحي (بالعبرية: ברוך זכי מזרחי‏) كان عميلاً إسرائيلياً لجهاز الموساد، وقع في قبضة السلطات في اليمن في 1972.

## النشأة
كان باروخ يهودياً مصرياً، ولد بمحافظة القاهرة في 1926، وكان والده زكي مزراحي واحداً من تجار الدخان، في شارع كلود بك، وكان ثرياً إلي الحد الذي سمح له بإلحاق ابنه باروخ بمدرسة الفرير، قبل أن يتوفي في 1933، إثر إرهاق شديد في العمل. وعلي الرغم من وفاة الوالد، نجحت والدة باروخ في إلحاق ابنها بمدرسة الفرير الثانوية المعروفة باسم مدرسة القديس يوسف، في سبتمبر 1940، وحصل منها علي شهادة التوجيهية، من القسم الأدبي في 1944، والتحق في العام نفسه بكلية التجارة، جامعة القاهرة، وتخرج فيها في 1948، وتخصص في المحاسبة.
في نفس عام تخرجه، عمل باروخ في شركة كونزلز لاستيراد المعلبات والمحركات، ثم انتقل للعمل في شركة بخكو للأدوية والأدوات الجراحية في 1950، وظل يعمل فيها لمدة عشرة أشهر، انتقل بعدها للعمل مدرساً، في مدرسة الأقباط الكبري الثانوية، لتدريس اللغة الفرنسية، وكان عمله ينتهي فيها في الرابعة عصراً، حيث يعمل حتي المساء في شركة سمسرة، تحمل اسم دانيال نبياه وشركاه.

## هجرته إلى إسرائيل
هاجر باروخ مزراحي إسرائيل في 6 فبراير 1957 وعمل كمتحرياً في جهاز الشرطة في رمات غان، تل أبيب، حتى اندلاع حرب 67. حينها التحق بجهاز الأمن العام (شين بيت)، ثم انتقل إلى الموساد حيث انخرط في تدريبات مكثفة، وهناك التقى زوجته مارغريت يهودية مصرية وأنجب منها ثلاثة أبناء.

## العمل بالموساد
ساعد إتقان مزراحي للغة العربية وثقافتها كمصري هاجر إلى إسرائيل في سن الثلاثين إلى التحاقه بوحدة عمليات تسمى ماسادا بقيادة مايك هراري، وهي وحدة يعمل عملائها تحت هويات عربية مزيفة في دول معادية وغير معادية. روجت بعض المصادر المصرية عقب اعتقال مزراحي قيامه بمهام وعمليات تجسس على الجاليات المصرية المقيمة في بلجيكا أو هولندا وكذلك قيامه بمهام في اليمن وإثيوبيا. لكن المؤكد قيامه بالتجسس على أنشطة الفدائيين الفلسطينيين في إحدى الدول قبل سفره إلى اليمن في مايو 1972 بجواز سفر مغربي باسم أحمد الصباغ في مهمة لم تكلل بالنجاح وألقي القبض عليه.
جاء إرسال مزراحي إلى اليمن عقب هجوم شنته قوة من الجبهة الشعبية لتحرير فلسطين بقذائف آر بي جي-7 على ناقلة نفط تسمى كورال سي، كانت تنقل النفط من إيران إلى إسرائيل، في مضيق باب المندب بالقرب من اليمن في 11 يونيو 1971. أثار الهجوم مخاوف إسرائيل من وقوع المزيد من الهجمات لاحقاً على خطوط سفن الشحن الإسرائيلية عبر البحر الأحمر، مما تتطلب جمع معلومات عن التهديدات الإضافية في المضيق ونشاط الفدائيين الفلسطينيين في اليمن.

## السقوط في اليمن
بحسب مصادر الموساد فإن حظ مزراحي العثر كان السبب في سقوطه، ففي أثناء رحلته إلى اليمن جلس مع ناشط يمني كان تحت مراقبة السطات المحلية وعندما تبادل معه الحديث أثار الشكوك حوله، فوُضع تحت مراقبة المخابرات اليمنية واعتقل بعد عدة أيام. بينما قال مسؤولون يمنيون أنه قُبض على الجاسوس الإسرائيلي في 18 مايو 1972 عندما كان يلتقط صوراً لميناء الحديدة وأنه أدار شبكة تجسس ضمت ثمانية مواطنين يمنيين وثلاثة أجانب..

## الاستجواب والترحيل إلى مصر
لم تكن السلطات اليمنية على علم بهوية مزراحي الحقيقية في بداية التحقيق معه والتي ظهرت لاحقاً. تأكدت بعدما بدأت إسرائيل في ممارسة ضغوط دبلوماسية غير مباشرة على اليمن للإفراج عنه. بعد حوالي شهرين من الاستجواب، تقرر تسليم مزراحي إلى مصر رغبة في التنصل من الضغوط الدولية الممارسة عليهم للإفراج عنه. وكان ادعاءهم الرسمي أن مزراحي يحمل الجنسية المصرية. نُقل مزراحي إلى مصر في يوليو 1972، وسجن في السجن رقم 6، حيث خضع للاستجواب والتحقيق وعند اندلاع حرب أكتوبر، عُقدت له محاكمة عسكرية قضت بسجنه 25 عاماً مع الأشغال.

## تبادل الأسرى
بعد نهاية حرب أكتوبر 1973 طالبت إسرائيل مصر بمبادلته ضمن الجنود الأسرى مع إسرائيلي آخر هو موشيه ليفي المعتقل من سنة 1953 ولكن الجانب المصري رفض المبادلة بحجة أن مزراحي ليس جندياً أسيراً بل جاسوساً يحمل الجنسية المصرية. واستمر الرفض المصري حتى عندما حاول الجانب الإسرائيلي الضغط على مصر من خلال اشتراط نقل الإمدادات إلى الجيش الثالث المحاصر، ومع استمرار الإصرار المصري في ظل اقتراب إبرام صفقة إطلاق سراح الأسرى، قرر وزير الدفاع موشيه ديان التخلي عن إدراج مزراحي في قائمة الأسرى حتى لا يؤخر إطلاق سراح مئات الجنود. وذلك على خلفية الضغوط التي مورست عليه من قبل الرأي العام وأهالي الأسرى. في تلك الأثناء، كان رئيس الموساد، تسفي زامير، يزور الولايات المتحدة وعندما أُخطر بالقرار، أرسل استقالته عبر برقية إلى رئيسة الوزراء، جولدا مائير. لكنه عاد وسحب استقالته بعدما تلقى وعداً بإطلاق سراح مزراحي بعد وقت قصير من إبرام صفقة الأسرى.
خلال المفاوضات اللاحقة، بذل وزير الخارجية الأمريكي هنري كيسنجر ضغوطاً مكثفة على مصر للإفراج عن مزراحي. بينما أبلغ المصريون إسرائيل في محادثات جنيف أن محاكمة مزراحي في المحكمة العسكرية قد انتهت وحُكم عليه بالسجن المؤبد مع الأشغال الشاقة. ومع ذلك، وبعد المفاوضات، تم التوصل إلى اتفاق للإفراج عن مزراحي وليفي مقابل عشرات الأسرى في سجون إسرائيل، من بينهم عشرات الأسرى الفلسطينيين والبدو الذين يحملون الجنسية المصرية و24 فرداً من عائلاتهم (بإجمالي 65 شخص، أغلبهم من غزة وسيناء) بجانب مواطنان عربيان كانا قد سُجنا بتهمة التجسس لصالح مصر، توفيق فياض بطاح من قرية مقيبلة قرب العفولة المحكوم عليه بالسجن ثماني سنوات، وعبد الرحيم قرمان (عابد كرمان) من حيفا المحكوم عليه بالسجن 16 عاماً. وقعت صفقة إطلاق سراح الأسرى في أوائل مارس 1974 ووصل مزراحي إلى إسرائيل مع موشيه ليفي.

## وفاته
عمل مزراحي في شركة كور للصناعات بعد عودته إلى إسرائيل وعاش في حولون حتى توفي في 2005 عن عمر 78 عاماً.

## تجسيد شخصيته
أُنتج مسلسل باسم الصفعة في رمضان 2012 يجسد قصة الجاسوس باروخ زكي مزراحي بطولة شريف منير وهيثم أحمد زكي.